# Charu Chandra Biswas
Charu Chandra Biswas (Marathi: चारुचंद्र बिस्वास; * 21. April 1888 in Kalkutta, Britisch-Indien; † 9. Dezember 1960) war ein indischer Jurist und Politiker des Indischen Nationalkongresses (INC), der unter anderem zwischen 1952 und 1957 Minister für Justiz und Minister für Minderheiten Indiens war.

## Leben
Charu Chandra Biswas, Sohn von Shri Ashutosh Biswas, absolvierte nach dem Schulbesuch ein Studium der Rechtswissenschaften und erhielt nach dessen Abschluss mit einem Bachelor of Laws (LL.B.) seine anwaltliche Zulassung als Barrister. Ein postgraduales Studium schloss er mit einem Master of Arts (M.A.) ab und wurde 1930 für den Indischen Nationalkongress (INC) Mitglied der Zentralen Legislativversammlung (Central Legislative Assembly) von Britisch-Indien, der er bis 1937 angehörte. Nach der Unabhängigkeit Indiens vom Vereinigten Königreich am 15. August 1947 wurde er 1950 Staatsminister im Außenministerium und hatte diese Funktion bis Mai 1952 inne. Am 3. April 1952 wurde er für Westbengalen Mitglied der Rajya Sabha, des Oberhauses des indischen Parlaments, und gehörte diesem bis zum 2. April 1960 an. 
Am 13. Mai 1952 übernahm Biswas im Kabinett Nehru II die Ämter als Minister für Justiz und Minister für Minderheiten und hatte diese bis April 1957 inne. Zugleich war er zwischen Februar 1953 und November 1954 als Leader of the House auch Chef der Regierungsfraktion im Oberhaus sowie von 1953 bis 1957 Vorsitzender des Ausschusses für Privilegien (Committee of Privileges) der Rajya Sabha. Aus seiner Ehe mit Shrimati Suhasini Biswas gingen sechs Töchter hervor.